# Dicranota claripennis
Dicranota claripennis är en tvåvingeart som först beskrevs av George Henry Verrall 1888.  Dicranota claripennis ingår i släktet Dicranota och familjen hårögonharkrankar. Inga underarter finns listade i Catalogue of Life.